# لینهارتیتسه
لینهارتیتسه (به چکی: Linhartice) یک منطقهٔ مسکونی در جمهوری چک است که در ناحیه سویتاوی واقع شده‌است. لینهارتیتسه ۸٫۷۳ کیلومتر مربع مساحت و ۶۵۱ نفر جمعیت دارد و ۳۳۶ متر بالاتر از سطح دریا واقع شده‌است.